# 巉口站
巉口站是一个陇海线上的铁路车站，位于甘肃省定西市安定区巉口镇，建于1952年，目前为五等站，邮政编码为743022。目前客运：办理旅客乘降；不办理行李、包裹托运；不办理货运营业。